# 인천보건고등학교
인천보건고등학교(仁川保健高等學校)는 대한민국 인천광역시 서구 석남동에 위치한 사립 고등학교이다.

## 학교 연혁
- 1972년 3월 12일 : 경인여자상업고등학교 개교 (설립자 강길성 이사장)
- 1977년 2월 26일 : 본관 신축 28개 교실
- 1980년 7월 19일 : 본관 증축 8개 교실
- 1984년 10월 11일 : 의학박사 강충남 이사장 취임, 신관준공식 (12개 교실 증축)
- 1989년 10월 6일 : 신호관 준공 (강당 및 체육관)
- 1990년 8월 31일 : 성심관 준공 (8개 교실 증축)
- 1994년 6월 29일 : 예지관 준공 (예절실)
- 1998년 9월 28일 : 정암관 준공 (도서관)
- 2000년 7월 21일 : 학생식당 준공
- 2004년 9월 9일 : 학과개편 (인터넷비즈니스과 4학급, 영상디자인과 2학급, 디지털미디어과 4학급)
- 2004년 9월 17일 : 「경인여자고등학교」 로 교명 변경 승인
- 2009년 9월 30일 : 학생식당(Lunch Story) 개관
- 2015년 7월 7일 : 「인천보건고등학교」 로 교명 변경 승인
- 2016년 3월 2일 : 인천보건고등학교 개교 기념식
- 2020년 6월 26일 : 학과명 변경(보건간호과 4학급, 보건의료서비스과 4학급)
- 2021년 9월 1일 : 제10대 고봉수 교장 취임
- 2024년 2월 1일 : 제50회 졸업식(159명, 총 졸업생수 18,964명)
- 2024년 3월 4일 : 입학식(152명)

## 설치 학과
- 보건간호과
- 보건의료서비스과

## 참고 자료
- 인천보건고등학교 - 한국교육학술정보원 학교알리미